# Det nye kuld
Det nye kuld er det andet og sidste studiealbum fra den danske popgruppe Rollo & King. Det blev udgivet i 2001 og indeholder deres bidrag til Dansk Melodi Grand Prix 2001, "Der Står Et Billed Af Dig På Mit Bord". De vandt denne konkurrence med sangen og opnåede herefter en andenplads ved Eurovision 2001 med den engelske udgave af sangen "Never Ever Let You Go". Den danske udgave nåede #1 på Tracklisten og den engelske nåede #3 på Tracklisten.

## Spor
1. "Søndagsbasser Med Birkes" - 3:01
2. "Kvinder & Mænd Som Os" - 3:13
3. "Nu Ka' Du Ikke Snakke Udenom" - 3:28
4. "Dobermann" - 3:18
5. "Han Får For Lidt" - 2:50
6. "Heidi Ho" - 2:51
7. "Der Står Et Billed Af Dig På Mit Bord" - 3:02
8. "Stakkels Mig" - 3:19
9. "Grill Party" - 3:03
10. "Ud & Se På Damer" - 3:18
11. "Hånden På Hjertet" - 2:51
12. "Never Ever Let You Go" - 3:00